# Reute (Immenstadt im Allgäu)
Der Weiler Reute ist ein Ortsteil der Stadt Immenstadt im Allgäu im Landkreis Oberallgäu.

## Geographie

### Lage
Reute liegt im sogenannten Bergstättgebiet nördlich von Immenstadt in der Pfarrei Knottenried und ist ein Teil der Gemarkung Diepolz.

## Geschichte

### Antike
Von Gestratz aus verlief in südöstliche Richtung über Weitnau, Waltrams, Freundpolz eine via diversoria oder eine römische Verbindungsstraße, welche wahrscheinlich bei Eckarts und Werdenstein oder weiter oben zwischen Immenstadt und Rauhlaubenberg an die dort verlaufende Gebirgsstraße angebunden war. Die Anwesenheit antiker Völker, wie Römer oder Kelten, lassen sich lediglich durch Funde in den benachbarten Orten Freundpolz (Grabhügel, goldener römischer Ring) und Göhlenbühl (Schanze, bronzene Fibel) vermuten.

### Mittelalter
Im Jahre 1090 kamen mit Zaumberg wahrscheinlich auch Reute als Schenkung an das Welfenkloster Weingarten. Reute wurde in der 2. Hälfte des 13. Jahrhunderts in einem Abgabenverzeichnis des Klosters Weingarten als „in der Ruoti“ erstmals urkundlich erwähnt.

### Neuzeit
Im Jahre 1538 fiel Reute an die Herrschaft Rothenfels. Aus dieser Zeit ist überliefert, dass ein Graf von Rothenfels, vermutlich Georg Freiherr von Königsegg-Rothenfels, sich bei der Jagd verirrte. Bei Reute geriet er in dichte Wildnis und wollte umkehren. Plötzlich stand eine große Wildsau vor ihm. Sie verwundete das Pferd des Grafen und setzte zum nächsten Stoß an, als der Bauer Dominikus Müller dem Grafen zu Hilfe kam. Mit bloßer Hand soll er der Sau so lange auf den Rüssel geschlagen haben, bis diese umfiel und starb. Zur Belohnung wurde er aufs Schloss Rothenfels eingeladen. Als Müller dort einige Tage später ankam, war nur die Gräfin zu Hause, die mit der Meldung „ein Bergstätter wolle den Grafen besuchen“ nichts anfangen konnte und daher den Bauern im Stall vor einem Bündel Heu anbinden ließ. Als der Graf ankam, ließ er Heu gegen Wein und Wildbraten austauschen und schenkte Müller eine Rolle Geld. Tatsächlich lebte Ende des 16. Jahrhunderts in Reute der Bauer Dominikus Müller, der 2 Pfund 4 Schilling und 2 Pfennige Eidsteuer leistete.

### 19./20. Jahrhundert
Reute wurde 1804 österreichisch und 1805 bayerisch.
Im Zuge der Gebietsreform in Bayern wurde Reute am 1. Januar 1972 in die Stadt Immenstadt im Allgäu eingegliedert.

### Ortsnamen im Wandel der Zeit
in der Ruoti (2. Hälfte des 13. Jahrhunderts), in der Rüti (1451), in der Reuthin (1567), in der Reute (1676), auf der Reite (1792) – Rodung

## Wappen
Das Pfarrdorf Knottenried und der Weiler Reute führen ein gemeinsames Wappen.
Blasonierung: „In Silber unter vier golden-bebutzten blauen Flachsblüten drei grüne Berge, je mit einem schwarzen Heinzen (Heureiter) besteckt.“
Wappenbegründung: Die Heinzen sind Holzgestelle, auf denen vor dem Aufkommen von maschinenunterstützter Landwirtschaft frisch geschnittenes, abgetrocknetes Gras zum vollständigen Trocknen aufgehängt wurde stehen somit für die landschaftsprägende Grünlandbewirtschaftung. Die Flachsblüten, erinnern an den bis Ende des 18. Jhd. florierenden Flachsanbau, die Flachsverarbeitung und den Handel mit den Leinwänden. Auf die heutige Zeit interpretiert, stehen die Flachsblüten stellvertretend für die Landwirtschaft (Flachsanbau), das Handwerk (Flachsverarbeitung) und den Handel/Dienstleistungen (Leinwandhandel). Diese Wirtschaftszweige sind in Knottenried-Reute vertreten. Die blauen Flachsblüten und der grüne Schildfuß stehen gemeinsam für den Wandel vom blauen Allgäu (Flachsanbau) zum grünen Allgäu (Grünlandbewirtschaftung/Milchwirtschaft). Das „Weiß“ (heraldisch Silber) erinnert das weiße Leinen sowie die Milch. Der grüne Dreiberg symbolisiert die Bergstätte, das Hügelland nördlich von Immenstadt, in welchem Knottenried-Reute liegt.
Das Wappen des nicht selbstständigen Ortsteils wurde am 26. Oktober 2021 in die Deutsche Ortswappenrolle des Herold unter der Nr. 87BY aufgenommen. Gestiftet wurde es von der Dorfgemeinschaft Knottenried-Reute e.V. und wird als Symbol der örtlich-lokalen Identität außerhalb von Amtshandlungen geführt.

## Kulturdenkmäler

### Bauwerke
Marienkapelle Reute (Aktennummer D-7-80-124-66)
Wohnteil eines Bauernhauses in Reute (Aktennummer D-7-80-124-67)

### Bodendenkmäler
In der Urkunde zur Vereinödung aus dem Jahre 1766 wird in Reute eine „Burg“ erwähnt. Ob es sich dabei tatsächlich um eine derartige Anlage gehandelt hat, ist ebenso unbekannt, wie der Standort dieser Liegenschaft.

## Wetterstation
In Reute betreibt der Deutsche Wetterdienst die Messstelle -Nr.: 2405 Bei dieser Anlage handelt es sich um eine teilautomatische Niederschlagsstation.

## Persönlichkeiten
Max Weh (* 1902 in Reute; † 1995), Altbürgermeister, Träger des Bundesverdienstkreuzes am Bande